# Eric (miniserie televisiva)
Eric è una miniserie televisiva britannica in sei puntate, diretta da Lucy Forbes e distribuita da Netflix nel 2024.

## Trama
New York, 1985: Vincent è un burattinaio che lavora in tv in uno show per bambini. Si trova imprigionato in un matrimonio infelice e il figlioletto di nove anni, Edgar, un giorno sparisce improvvisamente mentre si reca a scuola. Il comportamento sempre più instabile di Vincent lo allontana dai suoi amici, dalla sua famiglia e dai suoi colleghi. Dopo problemi con l'abuso di sostanze, Vincent si convince di poter ritrovare Edgar con l'aiuto del suo nuovo pupazzo, un mostro peloso di nome Eric.

## Episodi
| nº | Titolo originale | Titolo italiano | Trama | Pubblicazione  |
| -- | ---------------- | --------------- | --- | -------------- |
| 1  | Episode One      | Episodio 1      | Nel 1985, il burattinaio newyorkese Vincent Anderson, il creatore della fortunata serie televisiva per bambini Good Day, Sunshine! e la sua squadra devono affrontare la pressione della loro rete per ampliare l'attrattiva dello spettacolo introducendo nuovi personaggi. Il figlio di nove anni di Vincent, Edgar, suggerisce un grande mostro blu di nome Eric come nuovo personaggio, ma Vincent è sprezzante all'idea. Una notte, Vincent e sua moglie Cassie hanno un'accesa discussione che viene udita da Edgar, e la mattina dopo Vincent gli permette di camminare da solo per i pochi isolati fino alla sua scuola. Al lavoro, Vincent arriva con un taglio sulla fronte e ignora molte telefonate di Cassie, solo per apprendere al ritorno a casa che Edgar non è mai arrivato a scuola e non può essere localizzato. Il detective della polizia di New York Michael Ledroit si occupa del caso e un addetto ai servizi igienico-sanitari scopre una maglietta macchiata di sangue appartenente a Edgar. Ledroit decide di indagare su una discoteca, The Lux, che si trova sulla strada di Edgar per andare a scuola. Durante una visita lì, Ledroit vede due agenti della buoncostume, Kennedy e Nokes, picchiare un giovane nel bagno e sente Kennedy avvertire Nokes di qualcuno o qualcosa che chiama "Numero 8". Quando Ledroit ascolta la registrazione segreta che ha fatto al The Lux, sente la voce di un ragazzino. Vincent, sconvolto, ricorre al bere. Comincia a concentrarsi sui disegni di Eric realizzati da Edgar. La mattina dopo, inizia a immaginare che Eric sia lì e lo esorti a trovare Edgar. Nel frattempo, per strada si vede la giacca rossa di Edgar. | 30 maggio 2024 |
| 2  | Episode Two      | Episodio 2      | Vincent e Cassie lanciano un appello pubblico per avere informazioni su Edgar. Le indagini di Ledroit lo portano dal portinaio del condominio, George Lovett, che fu incarcerato ingiustamente anni prima per un reato sessuale che coinvolgeva un minore. Ledroit trova prove nell'appartamento di Lovett che Edgar ha trascorso del tempo lì. Tuttavia, durante l'interrogatorio Lovett spiega che Edgar spesso rimaneva con lui quando i suoi genitori litigavano. Mentre distribuisce volantini per Edgar, Cassie vede una senzatetto che indossa una giacca rossa simile a quella che aveva il figlio. Vincent torna inaspettatamente al lavoro e propone Eric al suo capo e amico, Lennie, che convince i dirigenti della loro rete a prendere in considerazione la proposta di Vincent in un prossimo incontro. Ledroit ritorna al The Lux, scoprendo che il figlio di una cameriera in cucina era il bambino di cui aveva sentito la voce nella sua registrazione. Analizzando i filmati delle telecamere a circuito chiuso fuori dall'appartamento degli Anderson, scopre che Vincent ha lasciato l'edificio poco dopo Edgar, il che è molto diverso dal resoconto degli eventi che Vincent gli aveva fornito in precedenza. Vincent inizia a creare un modello del pupazzo di Eric, per tutto il tempo tormentato dall'immaginario Eric, che lo incoraggia a perseguire questa idea e lo mette in guardia dall'inimicarsi gli altri nella sua vita. | 30 maggio 2024 |
| 3  | Episode Three    | Episodio 3      | Lovett viene rilasciato e prosciolto da tutte le accuse mentre Ledroit concentra nuovamente le sue indagini su Vincent, che si sta freneticamente preparando a presentare Eric alla rete. Durante l'interrogatorio alla stazione di polizia, Vincent rivela di aver seguito Edgar quella mattina in un vicolo, dove i due hanno avuto uno scontro a seguito del quale lui ha strappato la maglietta di Edgar e poi l'ha usata per asciugarsi il sangue dalla ferita, essendosi fatto male nella colluttazione. I filmati delle telecamere a circuito chiuso nelle vicinanze confermano la sua versione e Vincent viene rilasciato. Cassie incontra e simpatizza con Cecile, la madre di un altro ragazzo, Marlon Rochelle, scomparso l'anno prima. Vincent offre una presentazione di successo alla rete, ma uno dei dirigenti in seguito dice a Lennie che vogliono assumere il personaggio di Eric ma licenziare Vincent, citando il suo comportamento instabile. Cecile convince Ledroit a riprendere la ricerca di Marlon come parte delle sue indagini nonostante la mancanza di prove su dove si trovi, con grande frustrazione del suo superiore. In un villaggio di senzatetto sotto la metropolitana, si scopre che Edgar è vivo e tenuto prigioniero. | 30 maggio 2024 |
| 4  | Episode Four     | Episodio 4      | Dopo essere stato informato da Lennie che la rete lo ha licenziato, Vincent risponde con una furiosa invettiva sulla slealtà di Lennie. Successivamente si reca in un elegante ristorante per affrontare Jerry, un dirigente della rete, ma il padre di Vincent, Robert, un ricco promotore immobiliare, appare e porta Vincent fuori dal posto. Robert promette di sostenere Vincent a condizione che vada in riabilitazione. Quando Vincent torna a casa, Cassie rivela di essere incinta di un altro bambino, il cui padre è un operatore di beneficenza con cui Cassie ha una relazione, prima di chiedergli di trasferirsi. Nel villaggio dei senzatetto, viene mostrato che Edgar è lì perché aveva seguito un senzatetto, Yuusuf, che si trovava spesso nel suo quartiere. Edgar ammette di averlo fatto perché era curioso di vedere i graffiti fatti dall'uomo. Ledroit interroga un operatore sanitario sul ritrovamento della maglietta insanguinata di Edgar, un incidente che è stato catturato da una telecamera a circuito chiuso del quartiere. Ledroit è sconvolto nell'apprendere che il suo compagno, William Elliot, è morto di AIDS. Vincent rimane con Lovett dopo aver lasciato Cassie e chiede di vedere i disegni di Edgar. Dopo l'ispezione, Vincent si rende conto che i disegni sono in realtà una mappa, che ora crede lo condurrà da Edgar. Ledroit, avendo scoperto che Lennie una volta è stato arrestato in un club frequentato da giovani prostituti, lo interroga su Edgar e Marlon, e Lennie gli dà il nome di Ricardo, un giovane che potrebbe essere stato uno degli ultimi a vedere Marlon. | 30 maggio 2024 |
| 5  | Episode Five     | Episodio 5      | Cassie riceve una chiamata da Yuusuf, che le dà un luogo d'incontro e la richiesta che gli venga pagata la ricompensa in contanti di 25,000 dollari che è stata offerta dai genitori di Vincent per il ritorno di Edgar. Ledroit segue la pista di Lennie su Ricardo, che rivela di aver scambiato le maglie da basket con Marlon il giorno in cui è scomparso, e inoltre che la sua maglia, quella che Marlon indossava allora, era la numero 8. Ledroit sospetta anche che sia Ricardo che Marlon frequentassero il The Lux. Chiede al proprietario del club, Alex Gator, di trovare i filmati di sorveglianza del club del giorno in cui Marlon è scomparso. Nel frattempo, Vincent si infuria dopo aver visto l'interpretazione di Eric quando il nuovo personaggio viene presentato durante un evento di beneficenza. La mappa di Edgar conduce Vincent alla metropolitana e infine al villaggio di senzatetto dove è tenuto "prigioniero", ma entrambi non sono consapevoli l'uno della presenza dell'altro. I genitori di Vincent chiamano Ledroit quando Cassie chiede loro la ricompensa in denaro per pagare l'uomo che afferma di avere Edgar. Prima che lo scambio possa essere effettuato, il municipio invia agenti di polizia a sgomberare il villaggio dei senzatetto. Yuusuf permette a una conoscente, una ragazza di nome Raya, di portare in fretta Edgar in superficie; ma a sua insaputa, la ragazza ha deciso di vendere il bambino ad una rete di pedofili. Vincent vede brevemente Edgar nel caos che ne segue. Mentre risale in superficie, Edgar scivola e trascina Raya con sé; entrambi cadono nell'acqua impetuosa di un canale sotterraneo sottostante. La donna muore annegata. | 30 maggio 2024 |
| 6  | Episode Six      | Episodio 6      | Lo sgombero di massa dei senzatetto dalla metropolitana si ritorce contro il comune quando le persone in tutta la città iniziano a protestare contro il duro comportamento della polizia. Gator consegna a Ledroit la registrazione mancante di Marlon, che rivela che l'agente Nokes lo ha picchiato selvaggiamente dopo essere stato scoperto dietro il club mentre faceva sesso orale con il vicesindaco Richard Costello. Il corpo di Marlon è stato poi smaltito da una squadra di spazzini che lavorava per il cognato di Costello. Vincent, svenuto durante il raid della polizia nel villaggio dei senzatetto, si riprende e apprende da Yuusuf che si è preso cura di Edgar, che è fuggito dal raid attraverso il canale sotterraneo. Nonostante le obiezioni del suo superiore, Ledroit ordina l'arresto di Nokes, Costello, suo cognato e degli addetti ai servizi igienico-sanitari. La maggior parte degli uomini si rifiuta di parlare appellandosi al V° emendamento della costituzione, ma Costello e l'operatore sanitario Misha, sopraffatti dal senso di colpa, ammettono quello che è successo a Marlon. Ledroit smaschera pubblicamente la rete di pedofili e Lennie, sapendo che verranno a galla i suoi precedenti con omosessuali minorenni, decide di suicidarsi gettandosi dalla finestra. Vincent ed Edgar arrivano separatamente in superficie. Vincent ruba il costume di Eric dallo studio. Si sfoga durante una protesta a Central Park indossando il costume e lancia un appassionato appello a Edgar, che lo vede in televisione. Dopo un'emozionante corsa Vincent ed Edgar si riuniscono con gioia nel loro quartiere. Pochi mesi dopo, Vincent, ora divorziato da Cassie e attualmente in convalescenza, si è riunito allo spettacolo, ora interpretando Eric. Edgar arriva in studio come parte della sua regolare visita con Vincent, e i due condividono un momento mentre l'immaginario Eric guarda soddisfatto la scena dall'alto. | 30 maggio 2024 |

## Produzione

### Sviluppo
Netflix commissionò le sei parti della miniserie nel novembre 2021.
La sceneggiatura venne scritta da Abi Morgan, mentre la regia fu affidata a Lucy Forbes. Holly Pullinger avrebbe prodotto la serie, con Cumberbatch nel doppio ruolo di attore e produttore esecutivo.

### Casting
Nel febbraio 2023 fu annunciato che Cumberbatch, sarebbe stato raggiunto nel cast da Gaby Hoffmann, McKinley Belcher III, Dan Fogler, Clarke Peters, Ivan Morris Howe, Phoebe Nicholls, David Denman, Bamar Kane, Adepero Odyue, Alexis Molnar e Roberta Colindrez. Più avanti nello stesso mese, si aggiunsero anche Jeff Hephner e Wade Allain-Marcus.

### Riprese
Le riprese principali cominciarono nel 2023, con scene girate a Budapest e New York. Cumberbatch venne fotografato dai media in strada con degli occhiali e un cappotto verde scuro.

## Distribuzione
La serie fu distribuita su Netflix il 30 maggio 2024.